# Sabine Dittmar
Sabine Dittmar (Schweinfurt, 15 settembre 1964) è una politica tedesca. Medico e membro del Partito socialdemocratico SPD, ricopre la carica di parlamentare al Bundestag in rappresentanza del collegio dallo stato della Baviera dal 2013. Nel 2021 divenne segretaria di stato parlamentare nel Ministero federale per la salute.
Dal 2008 al 2013 è stata membro del parlamento statale della Baviera, dove è stata anche portavoce del suo gruppo parlamentare per le politiche sui consumatori.
Dopo essere stata eletta al Bundestag alle elezioni federali tedesche del 2013 rappresentando il distretto di Bad Kissingen, è entrata a far parte della commissione per la salute e per il turismo. Dal 2018 è portavoce del suo gruppo parlamentare sulle politiche della sanità.